# Застава Египта
Застава Египта у овом облику је усвојена 4. октобра 1984. Застава је подељена на три хоризонтална дела, црвене, беле и црне боје. На белој подлози се налази египатски национални симбол: Саладинов орао (златни орао прекривен штитом на којем арапском словима пише име земље).
Црвена боја се односи на период пре револуције који је био окарактерисан борбом против окупације Велике Британије. Бела боја је симбол револуције из 1952. која се завршила без крвопролића, а црна боја је симбол краја британског колонијализма и монархије. Ове боје су постале традиционалне панарапске боје и налазе се и на заставама Јемена и Ирака. Заставе ових земаља се разликују по амблему у свом центру.

## Старе заставе
- Застава Египта у периоду 1793–1867, период Османског царства
- Застава Мухамед Алија у периоду 1867–1881
- Застава Египта у периоду 1882–1922
- Застава Краљевине Египта од 1922–1958,
- Незванична застава Египта (1952–1958), период револуције
- Застава Египта од 1958–1961. Уједињене арапске републике (застава је коришћена до 1972)
- Застава Републике Египат од 1972–1984